# A Arte da Guerra - os Documentos Perdidos
O livro A arte da guerra - os documentos perdidos, de Sun Tzu II, do ano 1996, é uma complementação do best seller A arte da guerra, de Sun Tzu. Este último livro, de Sun Tzu, tem como primeira edição ocidental o ano de 1927, além de edições européias de 1972. A obra “A arte da guerra – os documentos perdidos” foi baseada em texto recentemente descoberto (com aforismos e analectos), e é comentada por Thomas Cleary. O livro atualmente reaviva o interesse por escritos antigos sobre estratégias e administrações de conflitos, não apenas do ponto de vista militar, como também no tocante à economia e à diplomacia. Seu estudo possibilita a compreensão sobre os mecanismos do poder, e facilita a contenção de abusos.

## Catalogação
- “CIP-Brasil. Catalogação-na-fonte. Sindicato Nacional dos Editores de Livros SNEL, RJ;
- Sun-Tzu, século VII A.C.
- A arte da guerra – os documentos perdidos / Sun Tzu II; adaptado por Thomas Cleary; traduzido por Luiz Carlos do Nascimento Silva. – 3a ed. – Rio de Janeiro: Record, 1997;
- Tradução de: The lost art of war;
- Continuação de: A arte da guerra / Sun Tzu
- 1. Ciência militar – Obras anteriores a 1800. I. Cleary, Thomas. II. Título;
- A955a 3a ed. // 96-1255 // CDD – 355 // DCU - 355

## Editora
- Harper San Francisco, uma divisão da HarperCollins Publisher’s, Inc;
- No Brasil: Editora Record;